# 文武町
文武町（ぶんぶちょう）は、日本統治時代の台北市の行政区。城内の南東部、現在の公園路、凱達格蘭大道、重慶南路一段などに相当する。日本統治時代から台湾の政治の中心地である。町名はかつて存在した文廟（台北孔子廟の前身）と武廟（関帝廟）に由来する。

## 町内施設
- 台湾総督府（一丁目、現・総統府）
- 民政長官官邸（一丁目、現・総統府前北広場）
- 台北新公園（二丁目、現・二二八和平公園）
- 総督官邸（三丁目、現・台北賓館）